# Гексабориды
Гексабориды — подгруппа бинарных неорганических соединения металла и бора с общей формулой MeB6. Входит в группу боридов и относится к высшим боридам.
В ряде случаев название соединения, использующее видовое понятие гексаборид является синонимом общего борид (гексаборид европия = борид европия) или переносит химическую приставку на именование элемента (силицид гексабора = гексаборид кремния).

## Получение
Получают зачастую сплавлением стехиометрических количеств чистых веществ.

## Физические свойства
Взаимодействие между атомами металла и бора в боридах относительно слабое, поэтому их структуру рассматривают как две слабо связанные подрешетки. Образует кристаллы
кубической сингонии.

## Примеры
- Гексаборид магния
- Гексаборид неодима
- Гексаборид плутония
- Гексаборид празеодима